# محمد بن محمد بن محمد بن هبة الله
محمد بن محمد بن محمد بن هبة الله

## نسبه
هو مسند الشام ‌محمد ‌بن ‌محمد ‌بن ‌محمد ‌بن ‌هبة ‌الله بن محمد بن هبة الله بن محمد بن يحيى، أبو نصر الشيرازي الأصل، الدمشقي،ثم المزّي، الرئيس شمس الدين أبو نصر بن عماد الدين الكاتب ابن أقضى القضاة شمس الدين أبي نصر، ولد سنة (629 هـ).
ذكره الحافظ الذهبي في التذكرة ص 1484 عند ترجمته لابن القوطي: قال: مات -يعني ابن القوطي- سنة ثلاث وعشرين وسبع مائة..

## شيوخه
سمع من جده حضوراً، ثم سماعاً، ومن عمّه تاج الدين، ومن علم الدين السّخاوي، والعَلم ابن الصابوني، والمؤتمن بن قميرة، وأبي إسحاق بن الخشوعي، وبهاء الدين بن الجُميزي، وجماعة. وأجاز له الشيخ شهاب الدين السهروردي، وبهاء الدين بن شداد، وإسماعيل بن باتكين، وابن روزبة، وخلق كثير. وله مشيخة. وهو شيخ جليل من بيت رئاسة وحديث.

## تلاميذه
أخذ عنه ابن جابر سماعا ومناولة، وأجاز له إجازة عامة سنة 684.

## حياته
كان ساكناً وقوراً متواضعاً، نزر الحديث منجمعاً عن الحديث الناس، له ملك يعيش منه. وكان بارعاً في تذهيب المصاحف، وَكَانَ إِلَيْهِ الْمُنْتَهى فِي تذهيب الْمَصَاحِف كَمَا انْتَهَت لابيه الرِّئَاسَة فِي حسن الْخط الْمَنْسُوب وَلَا سِيمَا فِي قلم الريحان ، وازدحم الطّلبَة عَلَيْهِ وَالْحق الصغار بالكبار انتقى لَهُ الشَّيْخ صَلَاح الدّين ابْن العلائي والبرزالي وألواني وَالشَّيْخ شمس الدّين، وظهرت فيه مبادئ اختلاط في سنة اثنتين وعشرين وسبع مئة. ذكره ابن رافع الحافظ تقي الدين في ذيل تاريخ بغداد فأطال في ترجمته وفي آخرها قال قال الذهبي حصل له غفلة وتغير يسيرا في آخر أيامه في بعض الأحايين انتهى.

## وفاته
وتوفي رحمه الله تعالى سنة ثلاث وعشرين وسبع مئة.
- قال اليافعي: وفيها مات بالمزة ليلة عرفة، مسند الوقت شمس الدين أبو نصر ‌محمد ‌بن ‌محمد ‌بن ‌محمد ‌بن ‌هبة ‌الله ابن الشيرازي، الدمشقي.[9]
- قال تقي الدين المقريزي: ومات بدمشق ليلة الخميس تاسع ذي الحجّة سنة ثلاث وعشرين وسبعمائة.[10]
- قال ابن حجر: مَاتَ فِي لَيْلَة عَرَفَة سنة 723 وَهُوَ خَاتِمَة المسندين بِدِمَشْق.[11]

قال وفيها مات... فذكر مُسند الشام شمس الدين أبو نصر محمد بن محمد بن محمد بن هبة الله الشيرازي المزني في خمس وتسعين سنة.
كما ذكره في (ذيل العبر)، في وفيات سنة 723 قال:
... مُسند الوقت شمس الدين أبو نصر محمد بن محمد بن محمد بن هبة الله بن مميل الشيرازي الدمشقي عن أربع وتسعين وشهرين.
قال الذهبي:
... وله مشيخة وعوال، وروى الكثير، وكان ساكناً وقوراً، منقبضاً عن الناس، له كفاية.
قال: وكبر سنه، وأكثر، ولم يختلط.
المصدر: نهاية الاغتباط بمن رمي من الرواة بالاختلاط